# Melalgus valleculatus
Melalgus valleculatus är en skalbaggsart som först beskrevs av Pierre Lesne 1913.  Melalgus valleculatus ingår i släktet Melalgus och familjen kapuschongbaggar. Inga underarter finns listade i Catalogue of Life.